# Mystrium maren
Mystrium maren (лат.) — вид муравьёв из подсемейства Amblyoponinae.

## Распространение
Индонезия, провинция Западное Папуа в западной части Новой Гвинеи.

## Описание
Среднего размера муравьи с широкой субквадратной головой и длинными зазубренными челюстями, прикреплёнными у боковых краёв передней части клипеуса. На переднем крае наличника 9 зубцов. Основная окраска тела буровато-чёрная. Промеры голотипа (рабочий муравей): длина головы (HL) — 2,46 мм, ширина головы (HW) — 2,72 мм, отношение ширины головы к её длине (HW/HL x 100 = CI) — 111, длина скапуса (SL) — 1,84 мм, индекс скапуса (отношение длины скапуса к ширине головы; SI) — 68, длина мандибул (ML) — 2,81 мм, длина груди (WL) — 2,73 мм. Максиллярные щупики состоят из 4 члеников, а нижнегубные из 3 сегментов. Матки и самцы неизвестны. Вид был впервые описан в 2007 году и назван в честь Dr. Maren Scheidhauer.

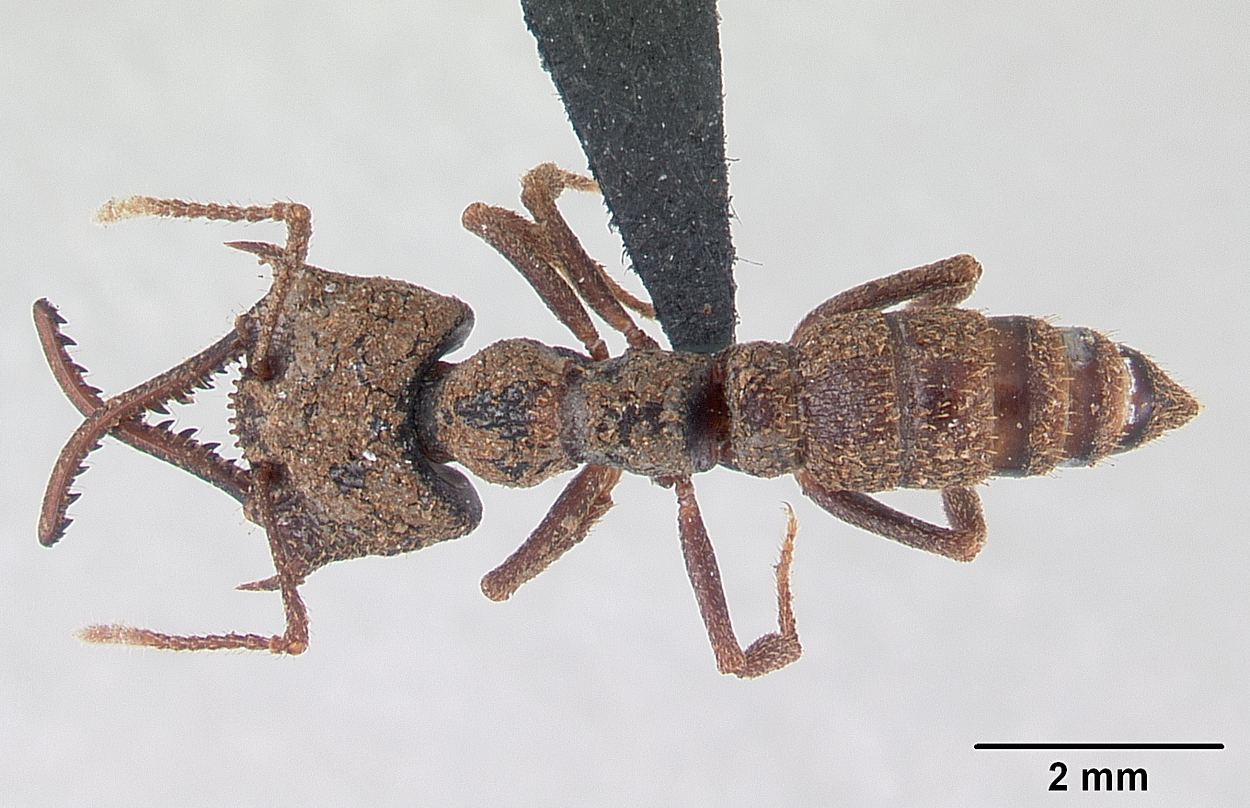
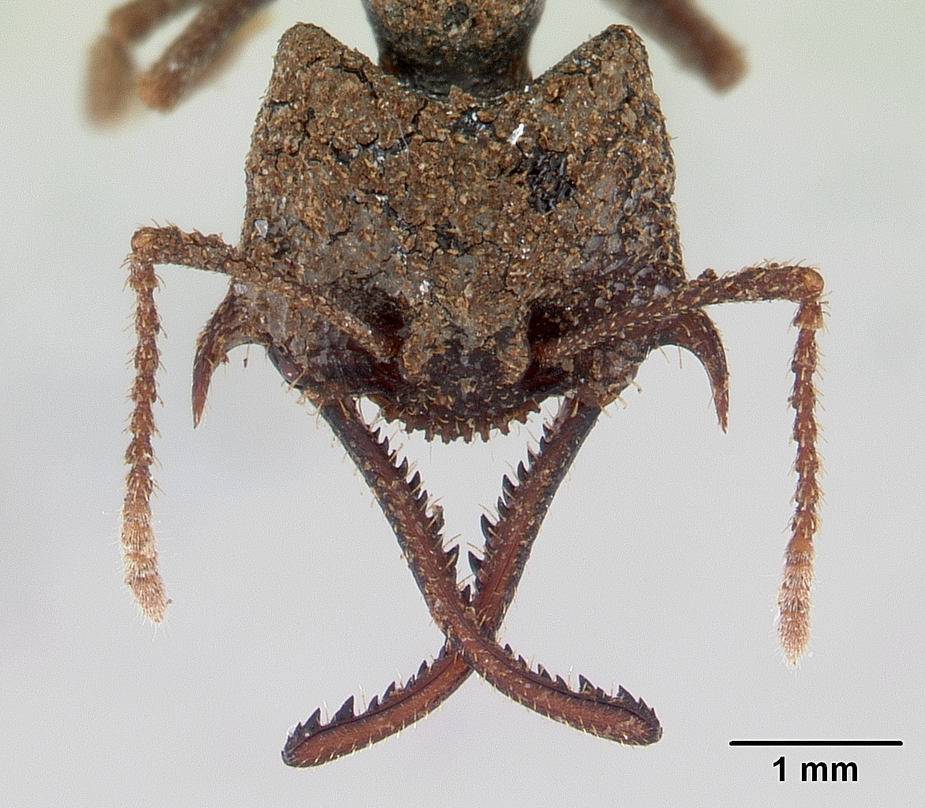
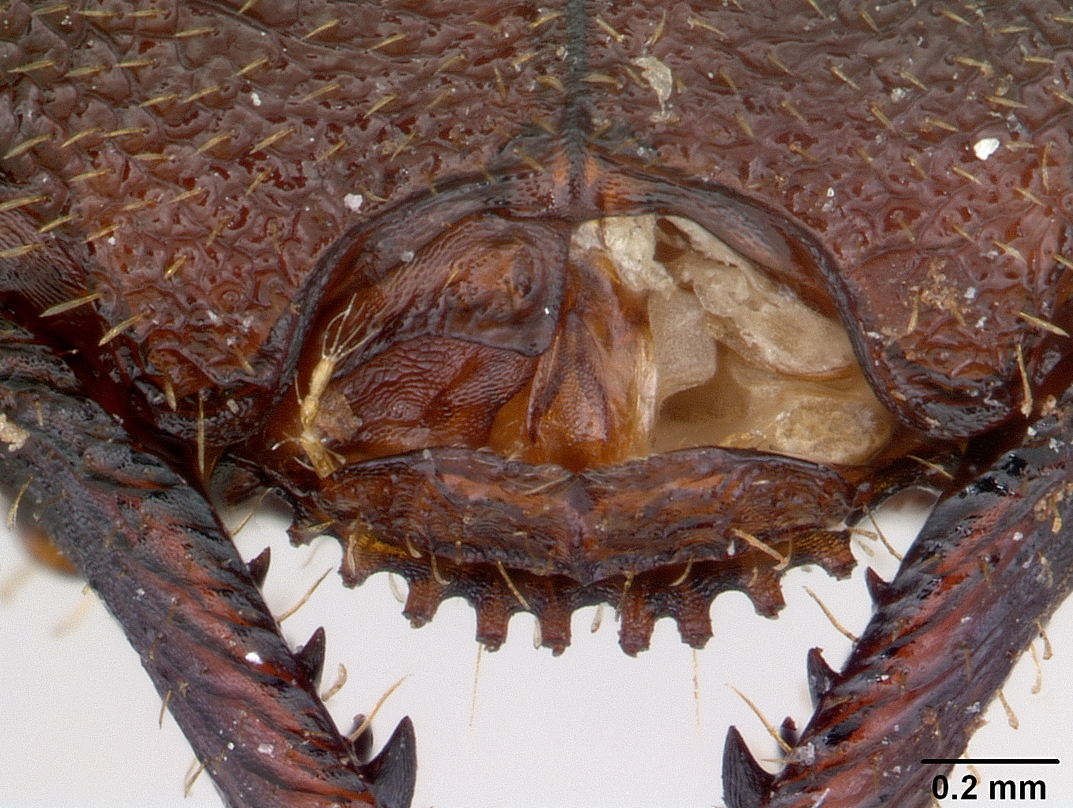